# Великая страсть
Эта статья — о российском фильме 1916 года. Об американском фильме 1918 года см. Великая страсть (фильм, 1918).
«Великая страсть» («Разбитая жизнь», «Коршун») (1916) — российская драма по роману Генриха Банга "Михаэль". Премьера состоялась 29 декабря 1916 года. Фильм сохранился в ГФФ.

## Сюжет
Уличная арфистка Иза случайно знакомится с ловеласом графом Одарецким. Несмотря на то, что у неё есть жених-музыкант, она охотно кокетничает с графом. Граф устраивает её в ночной ресторан в качестве арфистки. Однажды ночью в кабинете ресторана граф заставляет Изу отдаться ему. Узнавший об этом жених Изы заболевает от расстройства и вскоре умирает. Преследуемая угрызениями совести, Иза из мести убивает графа.

## В ролях
- Ольга Преображенская — арфистка Иза
- Н. Никольский — граф Одарецкий
- С. Барлинский — Виктор

## Интересные факты
Режиссёр А. Н. Уральский закончил съёмкой драму "Великая страсть", инсценированную по известному роману "Михаэль" Генриха Банга.
— "Вестник кинематографии", 1917

Рядовая салонная драма.— В. Вишневский «Художественные фильмы дореволюционной России» — М., 1945

…сценарий специально писался для съёмок на крыше дома Нирензее, где находилось ателье фирмы.— В. Короткий «Режиссёры и операторы русского игрового кино» — М., 2009, стр. 344